# Bola de carne
Bola de carne (pronuncia-se como se estivesse escrito “bôla” de carne ) é uma iguaria típica da culinária de Portugal, um pão recheado de carnes. 
Normalmente, mistura-se farinha de trigo com ovos, leite, fermento e azeite até formar uma massa lisa, juntam-se as carnes cortadas em pequenos pedaços e coloca-se numa forma de pão para cozer no forno. As carnes incluem chouriço, presunto ou fiambre, ou outras carnes que já estejam cozinhadas, como galinha ou vaca. 